# RJ-14
RJ-14 (6P4C) (ang. Registered Jack – type 14) - typ wtyku modularnego czterostykowego sześciopozycyjnego stosowanego do połączenia telefonu np. systemowego z centralą telefoniczną PABX. Wtyczka jest tego samego rozmiaru co RJ-11 i RJ-12, lecz posiada 4 styki zamiast odpowiednio 2 czy 6 (6P4C zamiast 6P2C czy 6P6C). Oznaczenie RJ odnosi się do typu i rozmiaru wtyku, a następująca po tych literach liczba określa liczbę pinów i rodzaj sygnałów. Więcej informacji znajduje się na stronie opisu wtyku RJ-11 jako najczęściej spotykanego z tego typoszeregu.